# St. Erasmus (Vilssöhl)
Die römisch-katholische Filialkirche St. Erasmus in Vilssöhl, einem Ortsteil des Marktes Velden im niederbayerischen Landkreis Landshut, ist eine spätgotische Saalkirche, die wohl in der ersten Hälfte des 15. Jahrhunderts erbaut wurde. Das Langhaus dürfte im Kern älter sein. Der Bau wurde barock verändert. Im Jahr 1773 wurde die baufällige Kirche durch den Maurermeister Lorenz Mayr aus Vilsbiburg instand gesetzt.
Patron der Kirche ist der heilige Erasmus von Antiochia (Gedenktag: 2. Juni). Sie ist als Baudenkmal mit der Nummer D-2-74-183-76 beim Bayerischen Landesamt für Denkmalpflege eingetragen. Vilssöhl war früher eine Filiale der Pfarrei St. Valentin in Holzhausen. Die älteste Erwähnung geht auf die Visitationsbeschreibung des Bistums Freising im Jahr 1560 zurück, als Söl – bereits damals mit dem Patrozinium des heiligen Erasmus – als Holzhausener Filialkirche genannt wurde. Seit dem 2. Juni 2006 gehört Vilssöhl zur Pfarrei St. Ulrich in Vilslern und ist somit heute Teil des Pfarrverbands Velden im Dekanat Geisenhausen des Erzbistums München und Freising.

## Architektur

### Außenbau
Die nach Osten ausgerichtete Saalkirche umfasst einen eingezogenen Chor mit einem Joch und Schluss in fünf Seiten des Achtecks sowie ein Langhaus mit zwei Fensterachsen. Dieses wird auf der Westseite von einem neugotischen, sechseckigen Dachreiter mit Spitzhelm überragt. Im Chorschluss befinden sich schmale, original gotische Spitzbogenfenster mit gekehlter Laibung. Die übrigen Fenster barock ausgerundet oder rechteckig vergrößert. Das ehemals spitzbogige Portal auf der Südseite besitzt heute einen geraden Sturz und ist durch eine rechteckige Mauerverstärkung akzentuiert. Südlich am Chor befindet sich eine schwache, einmal abgesetzte Dreieckstrebe. Die Sakristei wurde in der Barockzeit nördlich an den Chor angebaut. Das Langhaus wird außen durch Ecklisenen gegliedert.

### Innenraum
Der Chorraum wird von einem Kreuzrippengewölbe mit Kappenschluss überspannt, das auf schwachen, gefasten Wandpfeilern und ebensolchen spitzen Schildbögen ruht. Aus profilierten Achteckskonsolen entspringen die birnstabförmigen Gewölberippen, die auf kräftige, runde Schlusssteine zulaufen. Der östliche Schlussstein ist mit einem aufgelegten Wappenschild verziert. Auf der Südseite ist eine kleine, rundbogig abschließende Nische zur Aufbewahrung liturgischer Geräte angeordnet. Den Übergang zum Schiff vermittelt ein spitzer, gefaster, an der Westseite zudem gekehlter Chorbogen. Das Langhaus besitzt eine Flachdecke. Die Sakristei wird innen von einem barocken Tonne mit Stichen überwölbt.

## Ausstattung
Der zweisäulige, barocke Hochaltar stammt aus der Zeit um 1700. Er enthält an zentraler Stelle ein neugotisches Altarblatt mit einer Darstellung des Kirchenpatrons Erasmus, das 1853 von dem Veldener Kirchenmaler Andreas Fuchs geschaffen wurde. Die spätgotischen Seitenfiguren stammen aus der Zeit um 1500. Die etwa halb lebensgroßen Schnitzfiguren stellen die Heiligen Katharina (links) und Barbara (rechts) dar. Anstelle der Seitenaltäre sind auf Konsolen spätgotische Figuren der Heiligen Ottilia und Sebastian aus der Zeit um 1480 angebracht.
Bei der Renovierung im Jahr 1982 wurde das Kirchengestühl erneuert. Dabei wurden die barocken Stuhlwangen, die 1726 von dem Veldener Schreiner Adam Vischer geschaffen worden waren, wiederverwendet. Von der einstigen Wallfahrt zum heiligen Erasmus nach Vilssöhl zeugt eine Votivtafel aus dem Jahr 1818. In der Kirche ist außerdem eine barocke Kopie des Maria-Hilf-Gnadenbildes vorhanden.